# Pitambara nontana
Pitambara nontana är en insektsart som beskrevs av William Lucas Distant 1912. Pitambara nontana ingår i släktet Pitambara och familjen Lophopidae. Inga underarter finns listade i Catalogue of Life.